# Astrozona munita
Astrozona munita är en ormstjärneart som först beskrevs av Jean Baptiste François René Koehler 1904.  Astrozona munita ingår i släktet Astrozona och familjen medusahuvuden. Inga underarter finns listade i Catalogue of Life.